# بنو وادعی (یمن)
بنو وادعی به عربی ( بنو الوادَعی )، روستایی است در عزلهٔ (مخلاف نقة)، در ناحیهٔ وصال، از توابع استان مَهره در کشور یمن در شبه جزیره عربستان است.
جمعیت آن ۴۰۶ نفر (۷ خانوار) می‌باشد.